# Supercoppa francese 2014 (pallavolo maschile)
La Supercoppa francese 2014 si è svolta il 14 ottobre 2014: al torneo hanno partecipato due squadre di club francesi e la vittoria finale è andata per la terza volta al Tours Volley-Ball.

## Regolamento
Le squadre hanno disputato una gara unica.

## Squadre partecipanti
| Squadra | Qualificazione                                        | Ultima partecipazione    |
| ------- | ----------------------------------------------------- | ------------------------ |
| Paris   | Finalista play-off scudetto Ligue A 2013-14           | Supercoppa francese 2013 |
| Tours   | Vincitrice Ligue A 2013-14/Coppa di Francia 2013-2014 | Supercoppa francese 2013 |

## Torneo
| 14 ottobre 2014 Salle Charléty, Parigi Durata: ? - Spettatori: ? | Tours | 3 - 2 | Paris | 26-24, 22-25, 25-19, 23-25, 15-13 |